# Elkerzee
Elkerzee est un hameau appartenant à la commune néerlandaise de Schouwen-Duiveland, situé dans la province de la Zélande.
Elkerzee était une commune indépendante jusqu'au 1er janvier 1961. À cette date, la commune fusionna avec Ellemeet, Duivendijke et Kerkwerve pour former la nouvelle commune de Middenschouwen.